# Non fui, fui, non sum, non curo
Non fui, fui, non sum, non curo is een Latijnse spreuk die geregeld op Romeinse grafstenen werd aangebracht. De Nederlandse vertaling van dit epicuristisch epitaaf luidt: "ik was niet, ik was, ik ben niet, het kan mij niet schelen." Het grafschrift was zo gekend dat het vaak werd afgekort tot N.F.F.N.S.N.C..
Anno nu wordt deze spreuk nog vaak gebruikt bij humanistische uitvaartplechtigheden.